# Đền chùa Nikkō
Đền chùa Nikko (tiếng Nhật: 日光の社寺 Nikko no Shaji Nhật Quang xã tự) là tên gọi chung của quần thể đền, chùa ở thành phố Nikko, tỉnh Tochigi, Nhật Bản. Tên gọi này có từ khi quần thể các đền chùa ở đây được UNESCO công nhận là di sản thế giới vào năm 1999.
Dân địa phương thường gọi quần thể này là "hai đền một chùa" (二社一寺 Nishaichiji Nhị Xã Nhất Tự) bởi vì quần thể gồm hai đền thờ Thần đạo Nikko Tosho-gu, Đền Futarasan và một ngôi chùa Phật giáo là chùa Rinno. Toàn bộ di sản bao gồm 103 hạng mục, trong đó 9 mục được xếp hàng quốc bảo và 94 mục xếp hàng Tài sản văn hóa trọng yếu của Nhật Bản.

## Tài sản

### Đền Nikko Tosho-gu

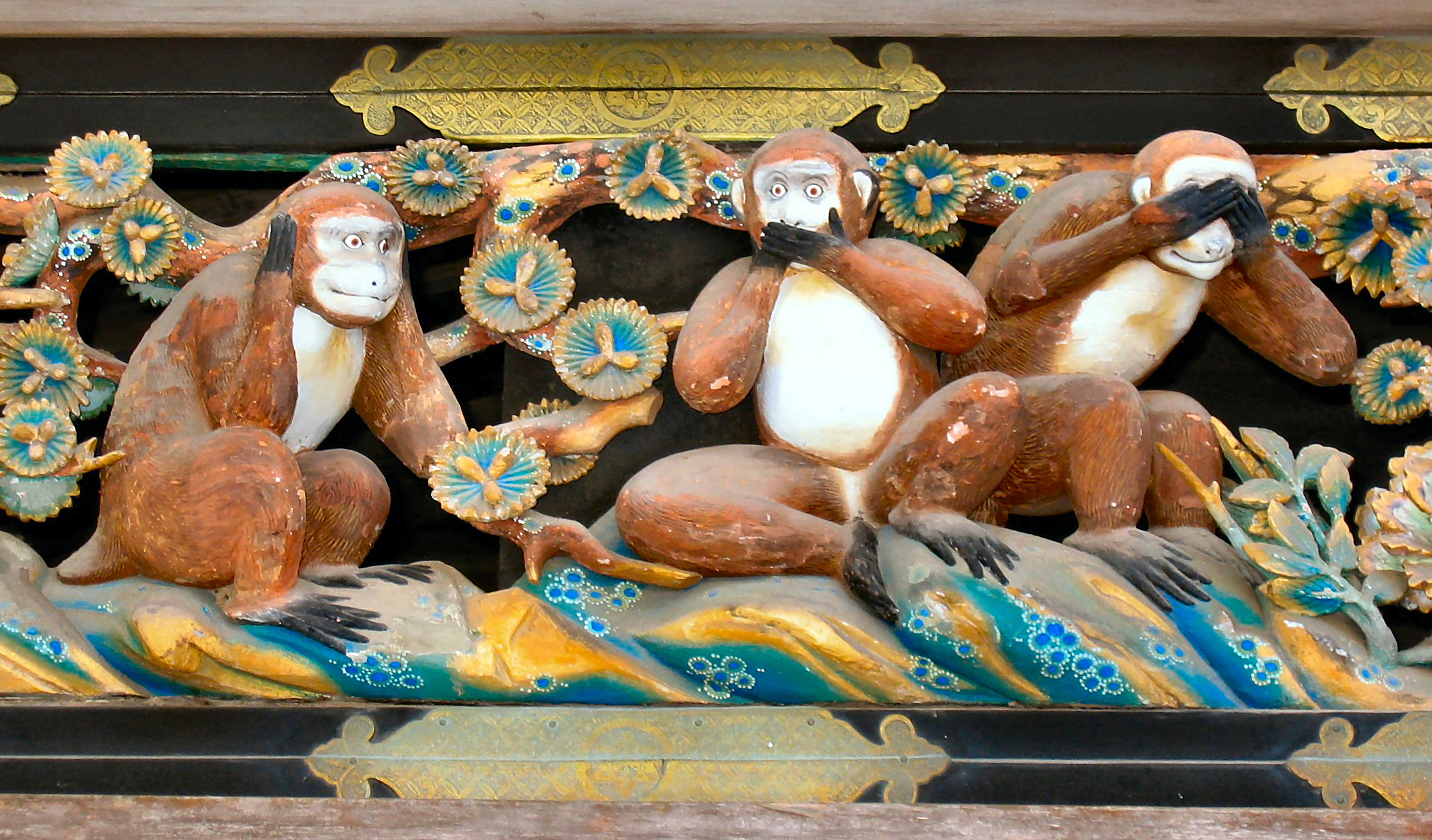
Bức trạm khắc 3 chú khỉ ở tường của đền Nikko Toshogu

Đền thờ Tokugawa Ieyasu, một Shogun đầu thời kỳ Edo và là người sáng lập Mạc phủ Tokugawa được thần thành hóa thành một vị thần của đạo Shinto. Trong hệ thống đền Toshogu, thì Toshogu ở Nikko là đền chính, và để phân biệt với các Toshogu khác, nó được gọi là Nikko Toshogu.
Đền được Tokugawa Hidetaka, con trai của Ieyasu xây vào năm 1617. Sau đó, Tokugawa Iemitsu mở rộng thêm.
Năm kiến trúc của Nikko Toshogu được Nhật Bản xếp vào hàng quốc bảo và ba kiến trúc khác là tài sản văn hóa trọng yếu. Hai thanh kiếm trong đền cũng là quốc bảo và hàng loạt thứ khác là tài sản văn hóa trọng yếu của Nhật Bản.
Một hạng mục nổi tiếng ở đây là bức trạm khắc hình ba chú khỉ trên tường ngôi đền. Một chú bịt tai, một chú che mắt, một chú bịt miệng. Bức tranh hàm ý không nên nghe, không nên nhìn, không nên nói điều xấu.

### Đền Futarasan

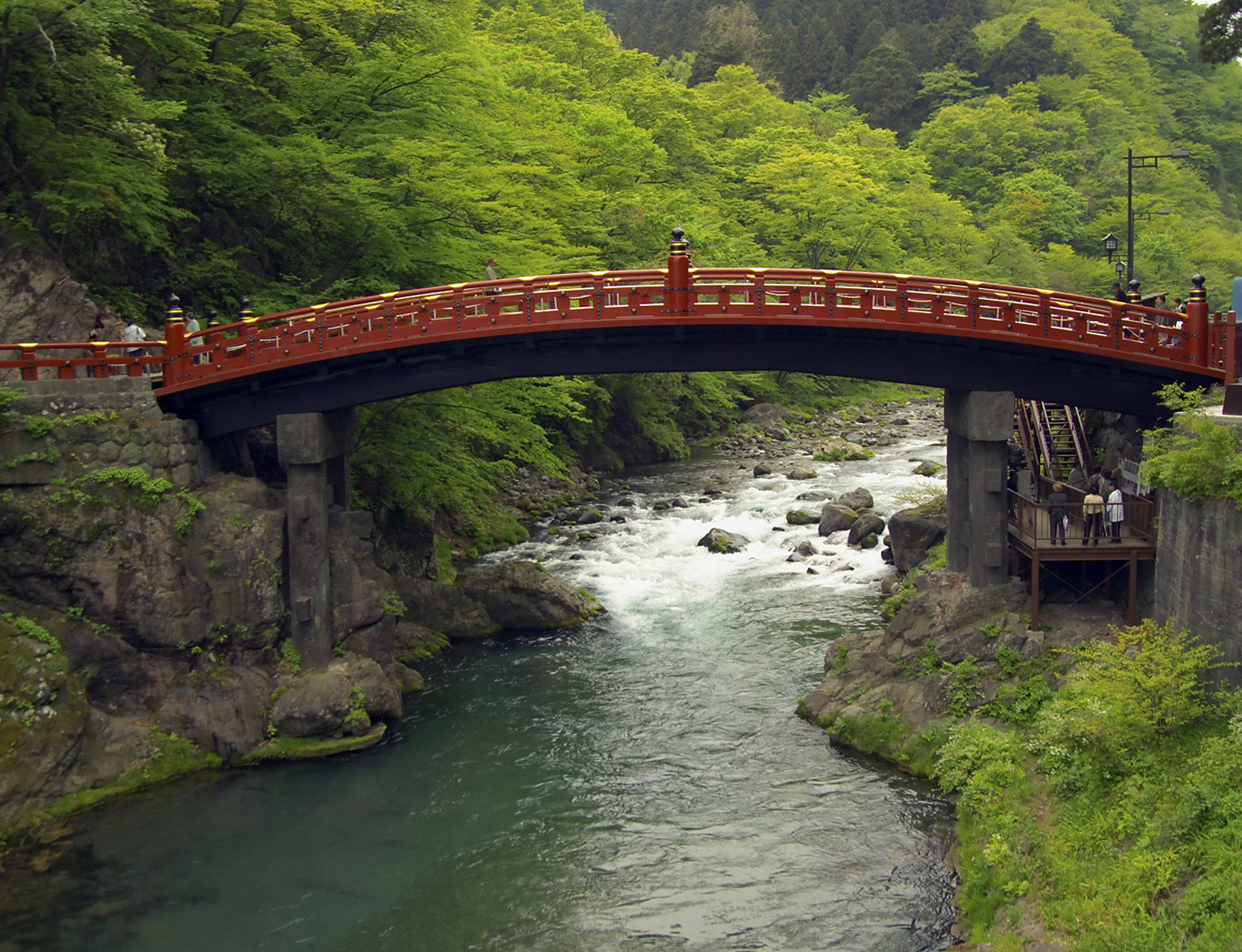
Cầu Thần

Đền được Shōdō shōnin (勝道上人) xây vào năm 767 thờ ba vị thần của Thần đạo là Ōkuninushi, Tagorihime và Ajisukitakahikone.
Hai thanh kiếm trong đền là quốc bảo, và nhiều kiến trúc vật thể khác là tài sản văn hóa trọng yếu của Nhật Bản. Cây Cầu Thần (神橋) bắc qua sông Daiya cũng thuộc đền Nikko Futarasan.
23 cấu trúc của ngôi đền bao gồm:
| Tên                                        | Mô tả                                                                           | Thời gian xây dựng | Hình ảnh |
| ------------------------------------------ | ------------------------------------------------------------------------------- | ------------------ | -------- |
| Sảnh chính Honden                          | Là cấu trúc chính, thờ ba vị thần của ngôi đền Futarasan.                       | 1619               |          |
| Cổng Karamon                               | Cổng phía trước của Honden.                                                     | Đầu Thời kỳ Edo    |          |
| Wakimon                                    | Cổng Sukibe.                                                                    | Đầu Thời kỳ Edo    |          |
| Sukibe                                     | Tường bao quanh Honden.                                                         | Đầu Thời kỳ Edo    |          |
| Nhà nguyện Haiden                          | Hội trường chính.                                                               | 1645               |          |
| Cổng Torii                                 | Đánh dấu lối vào đền thờ Thần đạo.                                              | 1799               |          |
| Shinkyō                                    | Cầu gỗ.                                                                         | 1904               |          |
| Betsugū Taki-no-o-jinja Honden             | Xây dựng để bảo vệ Tagorihime no Mikoto.                                        | 1713               |          |
| Betsugū Taki-no-o-jinja Karamon            | Cổng Betsugū Taki-no-o-jinja Honden.                                            | 1740               |          |
| Betsugū Taki-no-o-jinja Haiden             | Hội trường chính.                                                               | c. 1713            |          |
| Betsugū Taki-no-o-jinja Rōmon              | Cổng Betsugū Taki-no-o-jinja.                                                   | 1697               |          |
| Betsugū Taki-no-o-jinja Torii (3 cấu trúc) | Đá torii đánh dấu khu vực linh thiêng Betsugū Taki-no-o-jinja.                  | 1696, 1779         |          |
| Betsugū Hongū-jinja Honden                 | Xây dựng để bảo vệ Ajisukitakahikone no Mikoto.                                 | 1685               |          |
| Betsugū Hongū-jinja Karamon                | Cổng phía trước Betsugū Hongū-jinja Honden.                                     | c. 1685            |          |
| Betsugū Hongū-jinja Sukibe                 | Tường bao quanh Betsugū Hongū-jinja Honden.                                     | c. 1685            |          |
| Betsugū Hongū-jinja Haiden                 | Hội trường chính.                                                               | 1685               |          |
| Betsugū Hongū-jinja Torii                  | Stone torii at the approach to the Betsugū Hongū-jinja marking the sacred area. | 1800               |          |
| Shin-yosha                                 | Kho chứa mikoshi, kiệu thần linh.                                               | 1641               |          |
| Daikokuden                                 | Xây dựng để bảo vệ Ōkuninushi no Mikoto.                                        | 1745               |          |
| Massha Mitomo-jinja Honden                 | Xây dựng để bảo vệ Sukunabikona no Mikoto.                                      | c. 1751–1761       |          |
| Massha Hie-jinja Honden                    | Xây dựng để bảo vệ Ōyamakui no Mikoto.                                          | c. 1648–1651       |          |

### Chùa Rinno

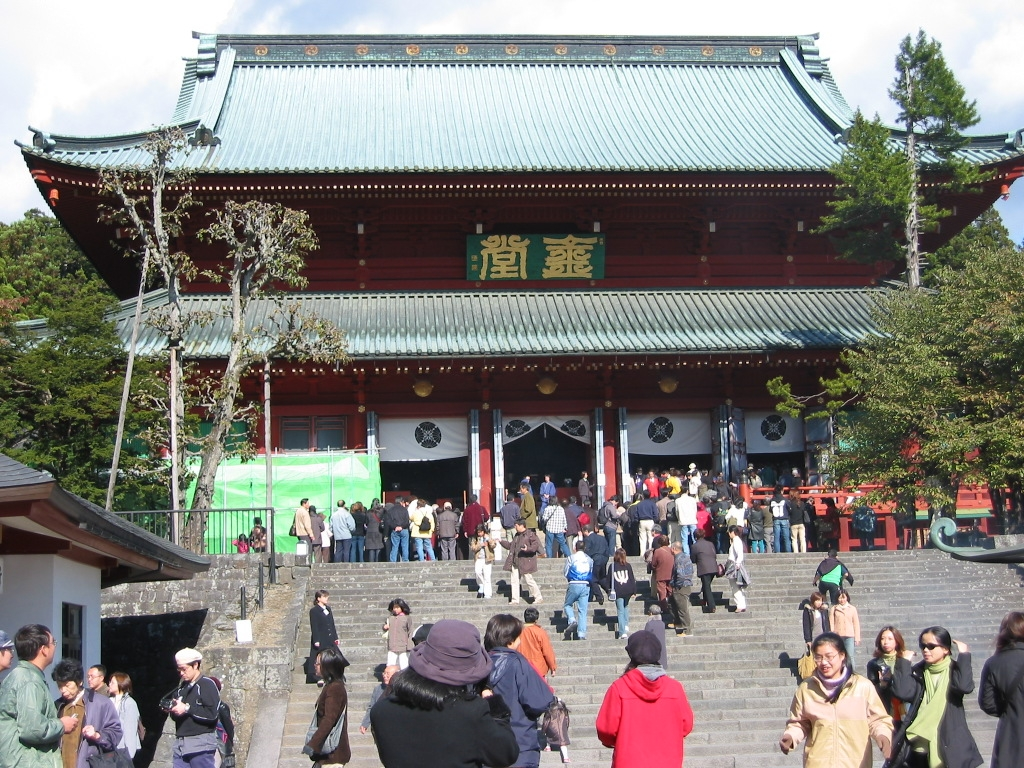
Tam Phật Đường, trụ sở chính của Chùa Rinno

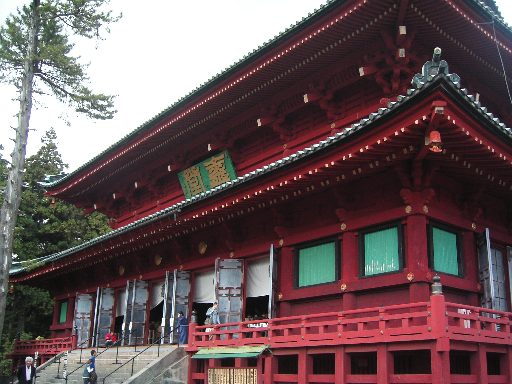
Tam Phật Đường nhìn từ phía sau

Chùa Rinno là một tu viện của phái Phật giáo Thiên thai tông. Tu viện được xây từ thế kỷ 8 trong thời kỳ Nara, và được các Shogun nhà Tokugawa mở rộng. Nó là một quần thể chùa chiền trên núi Nikko. Trước thời kỳ Minh Trị, Phật giáo và đạo Shinto ở Nhật Bản không tách rời nhau hoàn toàn. Vùng núi Nikko chính là nơi mà Thần (đạo Shinto), Phật (Phật giáo) và Núi (tự nhiên) hòa làm một. Nhiều công trình kiến trúc trên núi Nikko không hoàn toàn thuộc riêng chùa Rinno. Sang thời Minh Trị, đạo Shinto được tôn làm quốc đạo; Phật giáo và đạo Shinto bắt đầu được phân ly. Lúc này, một số kiến trúc trên núi Nikko mới được chính quyền xếp vào phạm vi của chùa Rinno. Đồng thời chính quyền cho xây Tam Phật Đường làm trụ sở chính của chùa Rinno vào năm 1811.